# Gneo Domizio Enobarbo (console 32 a.C.)
Gneo Domizio Enobarbo (in latino Gnaeus Domitius Ahenobarbus; ... – 31 a.C.) è stato un politico e militare romano del tardo periodo repubblicano.

## Biografia
Le prime notizie su Gneo Domizio Enobarbo risalgono al 49 a.C., quando egli accompagnò suo padre, il consolare Lucio Domizio Enobarbo durante l'assedio di Corfinio e alla battaglia di Farsalo (48 a.C.). Fu perdonato da Cesare e poté tornare a Roma nel 46 a.C.. Dopo l'assassinio di Cesare, si alleò con Marco Giunio Bruto e Gaio Cassio Longino e nel 43 a.C. venne condannato dalla Lex Pedia per essere implicato nella congiura.
Ottenne grandi successi navali nel mar Ionio contro il Secondo triumvirato ma, alla fine, attraverso la mediazione di Gaio Asinio Pollione, si riconciliò con Marco Antonio, che lo fece governatore della Bitinia nel 40 a.C. Prese quindi parte alla campagna di Antonio contro i Parti, e fu console nel 32 a.C. All'inizio di quell'anno scoppiò la guerra civile tra Antonio e Ottaviano e Domizio, assieme all'altro console, Gaio Sosio, e a 300 senatori raggiunse Antonio ad Efeso. Egli ruppe con il triumviro a causa del rapporto di questi con la regina egizia Cleopatra e passò dalla parte di Ottaviano poco prima della Battaglia di Azio (31 a.C.); egli morì tuttavia pochi giorni dopo per una febbre.
Sua moglie era Emilia Lepida, dalla quale ebbe un solo figlio, Lucio, che si sposò con Antonia Maggiore, figlia di Antonio. Questi divennero i genitori di Gneo Domizio Enobarbo e nonni dell'imperatore romano Nerone.

## Ascendenza
|                       |   |   | Genitori |  |  | Nonni |  |  | Bisnonni              |  |  | Trisnonni             |  |
|                       |   |   |          |  |  |       |  |  | Gneo Domizio Enobarbo |  |  | Gneo Domizio Enobarbo |  |
|                       |   |   |          |  |  |       |  |  | Gneo Domizio Enobarbo |  |  | Gneo Domizio Enobarbo |  |
|                       |   | … |          |  |  |       |  |  | Gneo Domizio Enobarbo |  |  |                       |  |
| Gneo Domizio Enobarbo |   |   |          |  |  |       |  |  | Gneo Domizio Enobarbo |  |  |                       |  |
|                       |   | … | …        |  |  |       |  |  |                       |  |  |                       |  |
|                       |   | … | …        |  |  |       |  |  |                       |  |  |                       |  |
|                       |   | … | …        |  |  |       |  |  |                       |  |  |                       |  |
| Gneo Domizio Enobarbo |   | … |          |  |  |       |  |  |                       |  |  |                       |  |
|                       |   | … | …        |  |  |       |  |  |                       |  |  |                       |  |
|                       |   | … | …        |  |  |       |  |  |                       |  |  |                       |  |
|                       |   | … | …        |  |  |       |  |  |                       |  |  |                       |  |
| …                     |   | … |          |  |  |       |  |  |                       |  |  |                       |  |
|                       |   | … | …        |  |  |       |  |  |                       |  |  |                       |  |
|                       |   | … | …        |  |  |       |  |  |                       |  |  |                       |  |
|                       |   | … | …        |  |  |       |  |  |                       |  |  |                       |  |
| Gneo Domizio Enobarbo |   | … |          |  |  |       |  |  |                       |  |  |                       |  |
|                       | … | … |          |  |  |       |  |  |                       |  |  |                       |  |
|                       | … | … |          |  |  |       |  |  |                       |  |  |                       |  |
|                       | … | … |          |  |  |       |  |  |                       |  |  |                       |  |
| …                     | … |   |          |  |  |       |  |  |                       |  |  |                       |  |
|                       |   | … | …        |  |  |       |  |  |                       |  |  |                       |  |
|                       |   | … | …        |  |  |       |  |  |                       |  |  |                       |  |
|                       |   | … | …        |  |  |       |  |  |                       |  |  |                       |  |
| Porcia Catona         |   | … |          |  |  |       |  |  |                       |  |  |                       |  |
|                       |   | … | …        |  |  |       |  |  |                       |  |  |                       |  |
|                       |   | … | …        |  |  |       |  |  |                       |  |  |                       |  |
|                       |   | … | …        |  |  |       |  |  |                       |  |  |                       |  |
| …                     |   | … |          |  |  |       |  |  |                       |  |  |                       |  |
|                       |   | … | …        |  |  |       |  |  |                       |  |  |                       |  |
|                       |   | … | …        |  |  |       |  |  |                       |  |  |                       |  |
|                       |   | … | …        |  |  |       |  |  |                       |  |  |                       |  |
|                       |   | … |          |  |  |       |  |  |                       |  |  |                       |  |